# Final del Torneo Finalización 2013 (Colombia)
La final del Torneo Finalización 2013 de la Categoría Primera A fue una serie de partidos de fútbol que se jugaron los días 11 y 15 de diciembre de 2013, para definir al segundo campeón del año de la primera división en la temporada 2013 del fútbol colombiano. Los encuentros fueron disputados por los ganadores de los dos cuadrangulares semifinales: Atlético Nacional y Deportivo Cali,, ganadores del grupo A y grupo B, respectivamente. Al campeón le correspondía un cupo a la fase de grupos de la Copa Libertadores 2014, siendo este el clasificado como Colombia 2; no obstante, Atlético Nacional ya había clasificado a dicha competición por lo que su lugar como Colombia 2 lo tomó el mejor en la reclasificación no clasificado, justamente el Deportivo Cali. Después de ser jugados los 180 minutos reglamentarios, Atlético Nacional se coronó como campeón de la Primera A con un marcador global de 2:0.

## Llave
| Bandera del departamento de Antioquia | vs. |                  |
| ------------------------------------- | --- | ---------------- |
| Atlético Nacional 0 2                 | vs. | Deportivo Cali 0 |

## Estadios
| Medellín                  | Cali                              |
| ------------------------- | --------------------------------- |
| Estadio Atanasio Girardot | Estadio Olímpico Pascual Guerrero |
| Capacidad: 40.943         | Capacidad: 35.405                 |
|                           |                                   |

## Camino a la final
| Todos contra todos         | Atlético Huila                                                         | 2: 3                                                                   | Atlético Nacional                                                      | Fecha 1  | Once Caldas                                                         | 0: 3                                                                | Deportivo Cali                                                      |
| Todos contra todos         | Atlético Nacional                                                      | 1: 1                                                                   | Santa Fe                                                               | Fecha 2  | Deportivo Cali                                                      | 1: 1                                                                | Boyacá Chicó                                                        |
| Todos contra todos         | Alianza Petrolera                                                      | 1: 2                                                                   | Atlético Nacional                                                      | Fecha 3  | Deportivo Pasto                                                     | 1: 1                                                                | Deportivo Cali                                                      |
| Todos contra todos         | Itagüí F.C.                                                            | 0: 4                                                                   | Atlético Nacional                                                      | Fecha 4  | Deportivo Cali                                                      | 2: 1                                                                | Cúcuta Deportivo                                                    |
| Todos contra todos         | Atlético Nacional                                                      | 2: 1                                                                   | Deportes Quindío                                                       | Fecha 5  | Atlético Huila                                                      | 1: 0                                                                | Deportivo Cali                                                      |
| Todos contra todos         | Patriotas                                                              | 1: 0                                                                   | Atlético Nacional                                                      | Fecha 6  | Deportivo Cali                                                      | 2: 0                                                                | Santa Fe                                                            |
| Todos contra todos         | Atlético Nacional                                                      | 2: 0                                                                   | Deportivo Cali                                                         | Fecha 7  | Atlético Nacional                                                   | 2: 0                                                                | Deportivo Cali                                                      |
| Todos contra todos         | Junior                                                                 | 0: 1                                                                   | Atlético Nacional                                                      | Fecha 8  | Deportivo Cali                                                      | 1: 0                                                                | Itagüí F.C.                                                         |
| Todos contra todos         | Atlético Nacional                                                      | 3: 0                                                                   | Independiente Medellín                                                 | Fecha 9  | Deportivo Cali                                                      | 0: 0                                                                | Deportivo Pasto                                                     |
| Todos contra todos         | Atlético Nacional                                                      | 2: 0                                                                   | Deportes Tolima                                                        | Fecha 10 | Deportes Quindío                                                    | 0: 5                                                                | Deportivo Cali                                                      |
| Todos contra todos         | Millonarios                                                            | 0: 2                                                                   | Atlético Nacional                                                      | Fecha 11 | Deportivo Cali                                                      | 1: 1                                                                | Patriotas                                                           |
| Todos contra todos         | Atlético Nacional                                                      | 0: 0                                                                   | La Equidad                                                             | Fecha 12 | Alianza Petrolera                                                   | 0: 2                                                                | Deportivo Cali                                                      |
| Todos contra todos         | Independiente Medellín                                                 | 1: 1                                                                   | Atlético Nacional                                                      | Fecha 13 | Junior                                                              | 1: 1                                                                | Deportivo Cali                                                      |
| Todos contra todos         | Atlético Nacional                                                      | 4: 1                                                                   | Envigado F. C.                                                         | Fecha 14 | Deportivo Cali                                                      | 0: 0                                                                | Deportes Tolima                                                     |
| Todos contra todos         | Once Caldas                                                            | 0: 1                                                                   | Atlético Nacional                                                      | Fecha 15 | Millonarios                                                         | 1: 0                                                                | Deportivo Cali                                                      |
| Todos contra todos         | Atlético Nacional                                                      | 0: 1                                                                   | Boyacá Chicó                                                           | Fecha 16 | Deportivo Cali                                                      | 1: 0                                                                | La Equidad                                                          |
| Todos contra todos         | Deportivo Pasto                                                        | 1: 1                                                                   | Atlético Nacional                                                      | Fecha 17 | Independiente Medellín                                              | 3: 1                                                                | Deportivo Cali                                                      |
| Todos contra todos         | Atlético Nacional                                                      | 1: 2                                                                   | Cúcuta Deportivo                                                       | Fecha 18 | Deportivo Cali                                                      | 1: 1                                                                | Envigado F. C.                                                      |
| Todos contra todos         | Atlético Nacional avanzó de fase como primero con 37 puntos.           | Atlético Nacional avanzó de fase como primero con 37 puntos.           | Atlético Nacional avanzó de fase como primero con 37 puntos.           |          | Deportivo Cali llegó a la siguiente fase como cuarto con 28 puntos. | Deportivo Cali llegó a la siguiente fase como cuarto con 28 puntos. | Deportivo Cali llegó a la siguiente fase como cuarto con 28 puntos. |
| Cuadrangulares semifinales | Santa Fe                                                               | 0: 2                                                                   | Atlético Nacional                                                      | Fecha 1  | Deportivo Cali                                                      | 3: 2                                                                | Deportivo Pasto                                                     |
| Cuadrangulares semifinales | Atlético Nacional                                                      | 3: 2                                                                   | Itagüí F.C.                                                            | Fecha 2  | Millonarios                                                         | 0: 1                                                                | Deportivo Cali                                                      |
| Cuadrangulares semifinales | Junior                                                                 | 0: 0                                                                   | Atlético Nacional                                                      | Fecha 3  | Once Caldas                                                         | 1: 2                                                                | Deportivo Cali                                                      |
| Cuadrangulares semifinales | Atlético Nacional                                                      | 2: 1                                                                   | Junior                                                                 | Fecha 4  | Deportivo Cali                                                      | 1: 0                                                                | Once Caldas                                                         |
| Cuadrangulares semifinales | Itagüí F.C.                                                            | 0: 4                                                                   | Atlético Nacional                                                      | Fecha 5  | Deportivo Cali                                                      | 4: 2                                                                | Millonarios                                                         |
| Cuadrangulares semifinales | Atlético Nacional                                                      | 2: 1                                                                   | Santa Fe                                                               | Fecha 6  | Deportivo Pasto                                                     | 3: 2                                                                | Deportivo Cali                                                      |
| Cuadrangulares semifinales | Atlético Nacional arribó a la final tras ganar su grupo con 16 puntos. | Atlético Nacional arribó a la final tras ganar su grupo con 16 puntos. | Atlético Nacional arribó a la final tras ganar su grupo con 16 puntos. |          | Deportivo Cali se clasificó a la final con 15 puntos.               | Deportivo Cali se clasificó a la final con 15 puntos.               | Deportivo Cali se clasificó a la final con 15 puntos.               |

|  |                               |
|  | Triunfo de Atlético Nacional. |
|  | Empate.                       |
|  | Derrota de Atlético Nacional. |

|  |                            |
|  | Triunfo de Deportivo Cali. |
|  | Empate.                    |
|  | Derrota de Deportivo Cali. |

## Estadísticas previas
En todos contra todos

| Pos. | Equipos           | PJ | PG | PE | PP | GF | GC | Dif. | Pts. | Rend. |
| ---- | ----------------- | -- | -- | -- | -- | -- | -- | ---- | ---- | ----- |
| 1.   | Atlético Nacional | 18 | 11 | 4  | 3  | 29 | 12 | 17   | 37   | 68,5% |
| 4.   | Deportivo Cali    | 18 | 7  | 7  | 4  | 22 | 13 | 9    | 28   | 51,9% |

En cuadrangulares semifinales

| Grupo | Equipos           | PJ | PG | PE | PP | GF | GC | Dif. | Pts. | Rend. |
| ----- | ----------------- | -- | -- | -- | -- | -- | -- | ---- | ---- | ----- |
| A     | Atlético Nacional | 6  | 5  | 1  | 0  | 13 | 4  | 7    | 16   | 88,9% |
| B     | Deportivo Cali    | 6  | 5  | 0  | 1  | 13 | 8  | 5    | 15   | 83,3% |

Estadísticas totales
| Equipos           | PJ | PG | PE | PP | GF | GC | Dif. | Pts. | Rend. |
| ----------------- | -- | -- | -- | -- | -- | -- | ---- | ---- | ----- |
| Atlético Nacional | 24 | 16 | 5  | 3  | 42 | 16 | 26   | 53   | 73,6% |
| Deportivo Cali    | 24 | 12 | 7  | 5  | 35 | 21 | 14   | 43   | 59,7% |

## Resultados

### Partido de ida
| 1          | POR        | Faryd Mondragón       |       |
| 2          | DEF        | Fainer Torijano       |       |
| 24         | DEF        | Luis Antonio Calderón |       |
| 19         | DEF        | Yerson Candelo        |       |
| 4          | DEF        | Vladimir Marín        |       |
| 5          | MED        | Andrés Pérez          |       |
| 15         | MED        | Jhon Viáfara          |       |
| 27         | MED        | Néstor Camacho        | 90+1' |
| 10         | MED        | Carlos Lizarazo       |       |
| 34         | DEL        | Carlos Rivas          | 65'   |
| 11         | DEL        | Sergio Esteban Romero |       |
| Entrenador | Entrenador | Leonel Álvarez        |       |

| 35         | POR        | Luis Martínez      |     |
| 12         | DEF        | Alexis Henríquez   |     |
| 3          | DEF        | Óscar Murillo      |     |
| 5          | DEF        | Francisco Nájera   |     |
| 19         | DEF        | Farid Díaz         |     |
| 13         | MED        | Alexander Mejía    | 75' |
| 20         | MED        | Alejandro Bernal   |     |
| 24         | MED        | Daniel Bocanegra   |     |
| 7          | MED        | Sherman Cárdenas   | 63' |
| 18         | DEL        | Wilder Guisao      | 82' |
| 17         | DEL        | Jefferson Duque    |     |
| Entrenador | Entrenador | Juan Carlos Osorio |     |

| 17 | MED | Harrison Mojica | 65'   |
| 30 | MED | Gerson Vidal    | 90+1' |

| 21 | MED | Jhon Valoy     | 63' |
| 8  | MED | Diego Arias    | 75' |
| 28 | DEL | Orlando Berrío | 82' |

| Amonestado | 77'   | Néstor Camacho |
| Amonestado | 89'   | Jhon Viáfara   |
| Amonestado | 90'+3 | Andrés Pérez   |

| Amonestado | 17' | Alexander Mejía  |
| Amonestado | 44' | Farid Díaz       |
| Amonestado | 50' | Francisco Nájera |
| Amonestado | 89' | Alexis Henríquez |

| Árbitro             | Wilson Lamouroux |
| Árbitros asistentes | Eduardo Díaz     |
| Árbitros asistentes | Wilmar Navarro   |
| Cuarto árbitro      | Andrés Rojas     |

| 1          | POR        | Faryd Mondragón       |       |
| 2          | DEF        | Fainer Torijano       |       |
| 24         | DEF        | Luis Antonio Calderón |       |
| 19         | DEF        | Yerson Candelo        |       |
| 4          | DEF        | Vladimir Marín        |       |
| 5          | MED        | Andrés Pérez          |       |
| 15         | MED        | Jhon Viáfara          |       |
| 27         | MED        | Néstor Camacho        | 90+1' |
| 10         | MED        | Carlos Lizarazo       |       |
| 34         | DEL        | Carlos Rivas          | 65'   |
| 11         | DEL        | Sergio Esteban Romero |       |
| Entrenador | Entrenador | Leonel Álvarez        |       |

| 35         | POR        | Luis Martínez      |     |
| 12         | DEF        | Alexis Henríquez   |     |
| 3          | DEF        | Óscar Murillo      |     |
| 5          | DEF        | Francisco Nájera   |     |
| 19         | DEF        | Farid Díaz         |     |
| 13         | MED        | Alexander Mejía    | 75' |
| 20         | MED        | Alejandro Bernal   |     |
| 24         | MED        | Daniel Bocanegra   |     |
| 7          | MED        | Sherman Cárdenas   | 63' |
| 18         | DEL        | Wilder Guisao      | 82' |
| 17         | DEL        | Jefferson Duque    |     |
| Entrenador | Entrenador | Juan Carlos Osorio |     |

| 17 | MED | Harrison Mojica | 65'   |
| 30 | MED | Gerson Vidal    | 90+1' |

| 21 | MED | Jhon Valoy     | 63' |
| 8  | MED | Diego Arias    | 75' |
| 28 | DEL | Orlando Berrío | 82' |

| Amonestado | 77'   | Néstor Camacho |
| Amonestado | 89'   | Jhon Viáfara   |
| Amonestado | 90'+3 | Andrés Pérez   |

| Amonestado | 17' | Alexander Mejía  |
| Amonestado | 44' | Farid Díaz       |
| Amonestado | 50' | Francisco Nájera |
| Amonestado | 89' | Alexis Henríquez |

| Árbitro             | Wilson Lamouroux |
| Árbitros asistentes | Eduardo Díaz     |
| Árbitros asistentes | Wilmar Navarro   |
| Cuarto árbitro      | Andrés Rojas     |

### Partido de vuelta
| 35         | POR        | Luis Martínez       |     |
| 23         | DEF        | Diego Peralta       |     |
| 3          | DEF        | Óscar Murillo       |     |
| 2          | DEF        | Stefan Medina       |     |
| 6          | DEF        | Juan David Valencia | 60' |
| 21         | MED        | Jhon Valoy          |     |
| 20         | MED        | Alejandro Bernal    | 77' |
| 24         | MED        | Daniel Bocanegra    |     |
| 7          | MED        | Sherman Cárdenas    |     |
| 28         | DEL        | Orlando Berrío      | 70' |
| 17         | DEL        | Jefferson Duque     |     |
| Entrenador | Entrenador | Juan Carlos Osorio  |     |

| 1          | POR        | Faryd Mondragón       |     |
| 2          | DEF        | Fainer Torijano       |     |
| 24         | DEF        | Luis Antonio Calderón |     |
| 21         | DEF        | Víctor Giraldo        | 64' |
| 19         | DEF        | Yerson Candelo        |     |
| 4          | DEF        | Vladimir Marín        |     |
| 5          | MED        | Andrés Pérez          |     |
| 15         | MED        | Jhon Viáfara          | 73' |
| 27         | MED        | Néstor Camacho        | 71' |
| 10         | MED        | Carlos Lizarazo       |     |
| 11         | DEL        | Sergio Esteban Romero |     |
| Entrenador | Entrenador | Leonel Álvarez        |     |

| 19 | DEF | Farid Díaz  | 60' |
| 26 | DEL | John Pajoy  | 70' |
| 8  | MED | Diego Arias | 77' |

| 34 | DEL | Carlos Rivas    | 64' |
| 17 | MED | Harrison Mojica | 71' |
| 6  | DEF | Diego Amaya     | 73' |

| Anotado · Autogol | 17' | Néstor Camacho  |
| Anotado           | 62' | Jefferson Duque |

| Amonestado | 28' | Juan David Valencia |
| Amonestado | 73' | Alejandro Bernal    |
| Amonestado | 87' | Jefferson Duque     |

| Amonestado | 40' | Jhon Viáfara |

| Árbitro             | Ímer Machado     |
| Árbitros asistentes | Humberto Clavijo |
| Árbitros asistentes | Alexander Guzmán |
| Cuarto árbitro      | Ulises Arrieta   |

| 35         | POR        | Luis Martínez       |     |
| 23         | DEF        | Diego Peralta       |     |
| 3          | DEF        | Óscar Murillo       |     |
| 2          | DEF        | Stefan Medina       |     |
| 6          | DEF        | Juan David Valencia | 60' |
| 21         | MED        | Jhon Valoy          |     |
| 20         | MED        | Alejandro Bernal    | 77' |
| 24         | MED        | Daniel Bocanegra    |     |
| 7          | MED        | Sherman Cárdenas    |     |
| 28         | DEL        | Orlando Berrío      | 70' |
| 17         | DEL        | Jefferson Duque     |     |
| Entrenador | Entrenador | Juan Carlos Osorio  |     |

| 1          | POR        | Faryd Mondragón       |     |
| 2          | DEF        | Fainer Torijano       |     |
| 24         | DEF        | Luis Antonio Calderón |     |
| 21         | DEF        | Víctor Giraldo        | 64' |
| 19         | DEF        | Yerson Candelo        |     |
| 4          | DEF        | Vladimir Marín        |     |
| 5          | MED        | Andrés Pérez          |     |
| 15         | MED        | Jhon Viáfara          | 73' |
| 27         | MED        | Néstor Camacho        | 71' |
| 10         | MED        | Carlos Lizarazo       |     |
| 11         | DEL        | Sergio Esteban Romero |     |
| Entrenador | Entrenador | Leonel Álvarez        |     |

| 19 | DEF | Farid Díaz  | 60' |
| 26 | DEL | John Pajoy  | 70' |
| 8  | MED | Diego Arias | 77' |

| 34 | DEL | Carlos Rivas    | 64' |
| 17 | MED | Harrison Mojica | 71' |
| 6  | DEF | Diego Amaya     | 73' |

| Anotado · Autogol | 17' | Néstor Camacho  |
| Anotado           | 62' | Jefferson Duque |

| Amonestado | 28' | Juan David Valencia |
| Amonestado | 73' | Alejandro Bernal    |
| Amonestado | 87' | Jefferson Duque     |

| Amonestado | 40' | Jhon Viáfara |

| Árbitro             | Ímer Machado     |
| Árbitros asistentes | Humberto Clavijo |
| Árbitros asistentes | Alexander Guzmán |
| Cuarto árbitro      | Ulises Arrieta   |

| Campeón Atlético Nacional Decimotercer Título |